# Ranunculus formosamontanus
Ranunculus formosamontanus är en ranunkelväxtart som beskrevs av Jisaburo Ohwi. Ranunculus formosamontanus ingår i släktet ranunkler, och familjen ranunkelväxter. Inga underarter finns listade i Catalogue of Life.